# 小行星3027
小行星3027（3027 Shavarsh）是一颗1978年8月8日由尼古拉·切尔尼赫于克里米亞天文台发现的主小行星帶小行星。
該小行星以苏联-亚美尼亚游泳冠军和英雄沙瓦尔什·卡拉佩特延命名，他曾潜入湖底的电车中救出了超过20个人。